# Partizanski poslijeratni zločini u Maceljskoj šumi
Partizanski poslijeratni zločini u Maceljskoj šumi označavaju niz pokolja kojeg su počinili Titovi partizani nakon završetka Drugog svjetskog rata u šumama na području Maceljske šume kod Krapine, u logorima u Mirkovcu, pokraj Sv. Križa Začretje i Oroslavju. Bez suđenja, komunisti su pobili brojne vojnike NDH i civile.  
1992. godine je iz 23 masovne grobnice ekshumirano 1.163 žrtve pokolja, koji su svečano pokopani 2005. godine. 2020. su iskopali jos 84 žrtava, te naveli da "po posljednjim informacijama na tom području više nema masovnih grobnica."
Ubojice su bili uglavnom domaći ljudi iz okolice Krapine.
Do danas od strane hrvatskog pravosuđa nisu pokrenute istrage, optužnice ili sudski postupci protiv odgovornih osoba i zločinaca koji žive u Republici Hrvatskoj, i od kojih su neki sami govorili o svojem sudjelovanju u zločinima.
U svibnju 2020. god. je u organizaciji Ministarstva hrvatskih branitelja započeta probna iskapanja radi lociranja grobišta; najavljeno je da će terenska uključivati složenu obradu više lokacija na širem području Maceljske gore, te se stoga aktivnosti planiraju obaviti tijekom dužeg razdoblja.

## Komemoracije
Lokalna zajednica održava godišnje komemoracije na stratištu u Maceljskoj šumi.
2016. godine je u franjevačkom samostanu u Krapini otvorena spomen soba posvećena dvadeset i jednom svećeniku za koje se zna da su u Maceljskoj šumi pogubljeni u noći s 4. na 5. lipanj 1945. godine.

## Vanjske poveznice
- Tradicionalno hodočašće u sjećanje na pokolj u Maceljskoj šumi 1. lipnja
- Komunistički zločin u Macelju; po procjeni pokajnika - 13 tisuća ubijenih  Arhivirana inačica izvorne stranice od 2. lipnja 2016. (Wayback Machine)
- Promocija monografije Macelj 1945., 2015. godine
- Slobodna Dalmacija:Prikazan dokumentarni videozapis o zločinima u Maceljskoj šumi 1945.